# كريستيان كونكي
كريستيان كونكي (بالألمانية: Christian Kuhnke) مواليد 13 أبريل 1939 في برلين، هو لاعب كرة مضرب ألماني سابق. وصلت إلى نهائي البطولة الفرنسية سنة 1961.

## النهائيات

### الزوجي (1 الوصافة)
| الحصيلة | السنة | البطولة          | الأرضية | الشريك         | المنافس في النهائي    | النتيجة في النهائي |
| ------- | ----- | ---------------- | ------- | -------------- | --------------------- | ------------------ |
| الوصافة | 1962  | البطولة الفرنسية | ترابية  | فيلهلم بونغيرت | روي إيمرسون نيل فريزر | 3–6, 4–6, 5–7      |

## روابط خارجية
- كريستيان كونكي على موقع رابطة محترفي التنس (الإنجليزية)
- كريستيان كونكي على موقع الاتحاد الدولي لكرة المضرب (الإنجليزية)
- كريستيان كونكي على موقع كأس ديفيز (الإنجليزية)
- كريستيان كونكي على موقع خلاصة التنس.كوم (الإنجليزية)